# 가쿠다 미쓰요
가쿠다 미쓰요(일본어: 角田光代, 1967년 3월 8일 ~ )는 일본의 작가이자 소설가, 번역가이다.

## 작품
- 납치여행 (1998)
- 공중정원 (2002)
- 대안의 그녀 (2004)
- 8일째 매미 (2007)
- 종이달 (2014)